# Вардарац (Биље)
Вардарац (мађ. Várdaróc) је насељено место у саставу општине Биље у Осјечко-барањској жупанији, Република Хрватска.

## Историја
До територијалне реорганизације у Хрватској налазио се у саставу старе општине Бели Манастир.

## Становништво
На попису становништва 2011. године, Вардарац је имао 630 становника.

## Попис1991.
На попису становништва 1991. године, насељено место Вардарац је имало 782 становника, следећег националног састава:
| Попис 1991.‍  | Попис 1991.‍  | Попис 1991.‍ | Попис 1991.‍ | Попис 1991.‍ |
| ------------ | ------------ | ----------- | ----------- | ----------- |
|              |              |             |             |             |
| Мађари       | Мађари       |             | 536         | 68,54%      |
| Хрвати       | Хрвати       |             | 124         | 15,85%      |
| Роми         | Роми         |             | 52          | 6,64%       |
| Срби         | Срби         |             | 25          | 3,19%       |
| Југословени  | Југословени  |             | 2           | 0,25%       |
| Немци        | Немци        |             | 1           | 0,12%       |
| Словаци      | Словаци      |             | 1           | 0,12%       |
| Словенци     | Словенци     |             | 1           | 0,12%       |
| неопредељени | неопредељени |             | 27          | 3,45%       |
| непознато    | непознато    |             | 13          | 1,66%       |
| укупно: 782  |              |             |             |             |